# Isac Lidberg
Isac Alexi Sivert Lidberg, född 8 september 1998, är en svensk fotbollsspelare som spelar för Darmstadt 98.

## Klubbkarriär
Lidberg inledde karriären i Hägerstens SK och gick 2011 till Hammarby IF. I samband med Hammarbys comeback i Allsvenskan 2015 skrev anfallaren på ett treårskontrakt med klubbens seniorlag.
I hemmamötet med Falkenbergs FF den 13 juli 2015 fick Isac Lidberg göra allsvensk debut. Detta då han byttes in i den 89:e matchminuten. Inhoppet innebar att den då 16-åriga Lidberg blev Hammarbys dittills yngste spelare i Allsvenskan. I april 2016 lånades Lidberg ut till Enskede IK.
Den 30 mars 2017 värvades Lidberg av Åtvidabergs FF, där han skrev på ett treårskontrakt.
Den 11 januari 2018 blev Lidberg klar för IK Start, han skrev därmed på ett tvåårskontrakt för den norska klubben. I mars 2018 lånades Lidberg ut till Jerv på ett låneavtal fram till sommaren 2018. I augusti 2018 lånades han ut till HamKam över resten av säsongen. I februari 2019 lånades Lidberg ut till IF Brommapojkarna på ett låneavtal över säsongen 2019.
I februari 2020 värvades Lidberg av Gefle IF, där han skrev på ett tvåårskontrakt. Den 1 maj 2021 värvades Lidberg av nederländska Go Ahead Eagles, där han skrev på ett tvåårskontrakt med option på ytterligare ett år, dock inte med start förrän till sommaren. Lidberg debuterade i Eredivisie den 13 augusti 2021 i en 1–0-förlust mot Heerenveen.
Den 18 juli 2023 värvades Lidberg av Utrecht, där han skrev på ett fyraårskontrakt.
Den 16 augusti 2024 värvades Lidberg av Darmstadt.

## Familj
Isac Lidberg är son till den före detta brottaren Martin Lidberg.